# Margret Friedrich

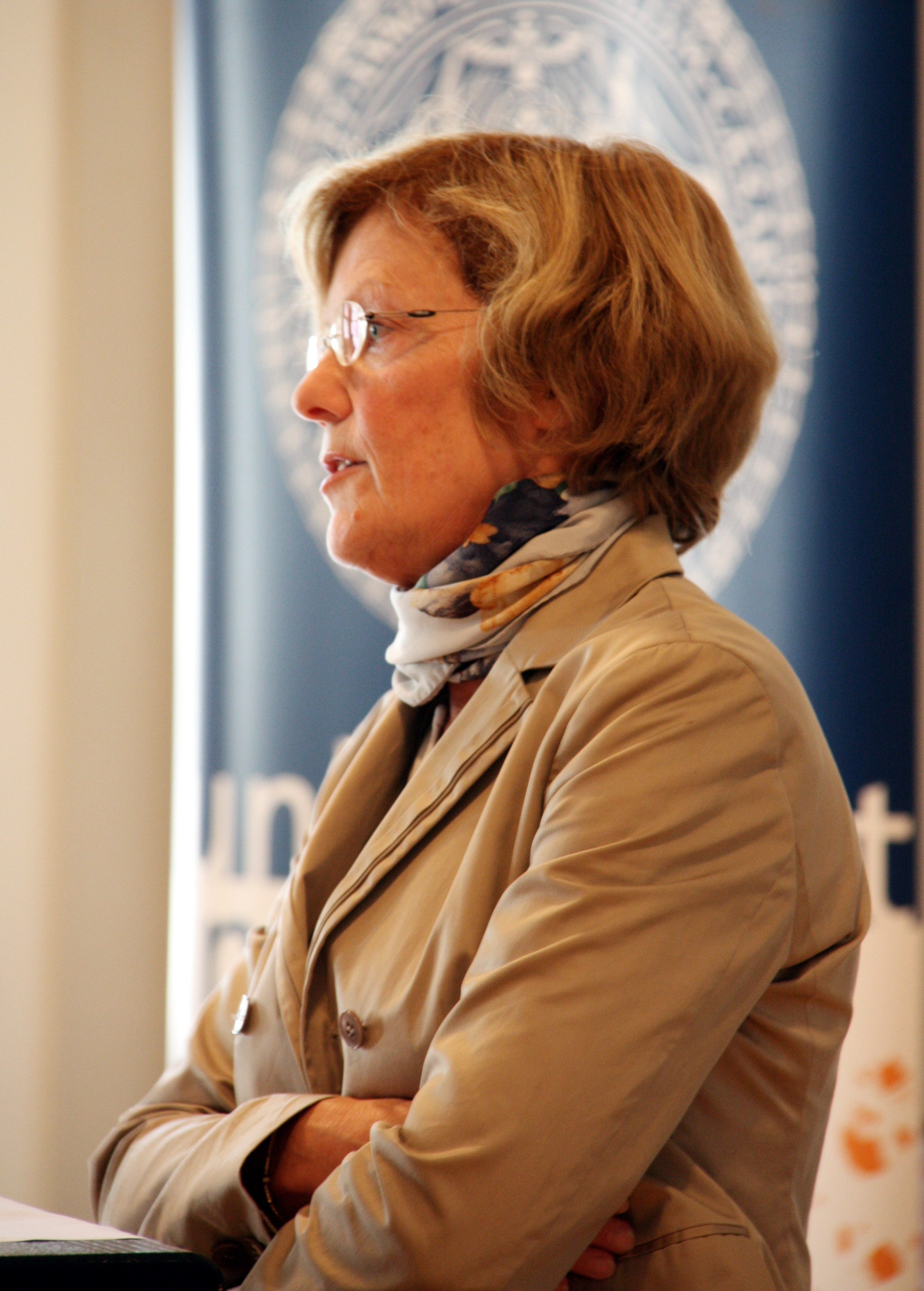
Margret Friedrich 2009

Margret Friedrich (* 20. Juli 1954 in Erlstätt) ist eine Historikerin aus Deutschland. Von 2006 bis 2011 war sie Vizerektorin für Lehre und Studierende der Universität Innsbruck.

## Leben
Margret Friedrich wurde 1954 in Erlstätt (heute ein Ortsteil von Grabenstätt) im oberbayerischen Landkreis Traunstein geboren. Sie studierte von 1974 bis 1976 Psychologie an der Universität München und von 1983 bis 1988 Geschichte und Germanistik an der Universität Salzburg, wo sie 1988 das Magisterium und 1996 das Doktorat erwarb. Sie arbeitete an zwei Forschungsprojekten des Fonds zur Förderung der wissenschaftlichen Forschung (FWF) über Frauengeschichte sowie das Salzburger Quellenbuch „Die andere Geschichte“ mit und war Sekretärin der Kommission für Neuere Geschichte Österreichs (1992–1993). Von 1992 bis 1996 arbeitete sie als Vertragsassistentin am Institut für Geschichte an der Universität Salzburg. 2002 habilitierte sich Friedrich an der Universität Innsbruck, wo sie bereits seit 1996 in den Bereichen Österreichische Geschichte des 18., 19. und beginnenden 20. Jahrhunderts, Frauen- und Geschlechtergeschichte sowie Theorien, Methoden und Geschichte der Geschichtswissenschaften unterrichtete.